# Smohain
Smohain är ett vattendrag i Belgien.   Det ligger i regionen Vallonien, i den centrala delen av landet, 20 km sydost om huvudstaden Bryssel.
Trakten runt Smohain består till största delen av jordbruksmark. Runt Smohain är det tätbefolkat, med 511 invånare per kvadratkilometer.